# Magnus Pääjärvi
Karl Magnus Pääjärvi Svensson, född 12 april 1991 i Norrköping, är en svensk ishockeyforward som säsongen 2022–2023 spelat i Timrå IK.
Han har tidigare spelat 8 säsonger för St. Louis Blues och Edmonton Oilers samt i AHL för Chicago Wolves och Oklahoma City Barons, samt 2 säsonger även i KHL för Lokomotiv Yaroslavl samt Dynamo Moskva. Säsongen 2021–2022 spelade han i SHL med moderklubben IF Malmö Redhawks.

## Klubblagskarriär
Pääjärvi har spelat hockey sedan han var sex år och hör, tack vare sin fart och sitt stora offensiva register, till landets mest framträdande 91:or. Genombrottet kom säsongen 2005/2006, då han vid 14 års ålder fick debutera för Malmö Redhawks i J20 SuperElit och därtill blev en av de första som tog en plats i U16-landslaget som underårig. Samma säsong gjorde Pääjärvi även 8 mål på 8 matcher i TV-pucken och ledde sitt Skåne till final (där det dock blev förlust). Dessutom vann hans Malmö Redhawks det året SM-guld i ishockey för 16-åringar efter två mål i finalen av Pääjärvi.
Säsongen efter, 2006/2007, etablerade sig Pääjärvi i J20 SuperElit, ledde sitt Skåne till en andra raka final i TV-pucken (där det ånyo blev förlust) och var dessutom poängbäst i U16-landslaget med 13 poäng (7 mål, 6 assist) på 10 matcher, varmed han med totalt 18 poäng är den spelare som gjort flest poäng någonsin i pojklandslaget.
Under säsongen 2007/2008 spelade Pääjärvi för Timrå IK i både J20 SuperElit och Elitserien. Vid sin elitseriedebut 24 september 2007 var han 16 år, 5 månader och 12 dagar gammal och därmed en av de yngsta elitseriespelarna genom alla tider . Sin ålder till trots debuterade Pääjärvi i Timrås förstakedja och noterades för en assist till 1-0-målet i sin första elitserieperiod och noterade sig därmed som en av elitseriens yngsta målskyttar.

### NHL-karriär

#### Edmonton Oilers
Efter ett framgångsrikt VM skrev Pääjärvi på ett treårskontrakt med NHL-laget Edmonton Oilers inför säsongen 2010–2011. Under sin första säsong i NHL gjorde han 15 mål och 19 assists på 80 matcher, och blev en av Sveriges yngsta forwards att göra mål i NHL. Han spelade också sitt andra VM när Sverige tog silver i Ishockey-VM 2011.

#### St. Louis Blues
Magnus Pääjärvi spelade mellan 2013 och 2018 med St Louis Blues och dess farmarlag Chicago Wolves.

#### Ottawa Senators
Den 22 januari 2018 blev han placerad på waivers och plockades upp av Ottawa Senators.

## Landslagskarriär
Pääjärvi var en av fyra 91:or som med J18-landslaget representerade Sverige i Memorial of Ivan Hlinka i augusti 2007. Pääjärvi vann turneringens poängliga och småkronorna kunde efter fyra raka segrar titulera sig hockeyvärldens bästa 18-åringar.
Pääjärvi blev därefter uttagen till J20-VM i Tjeckien årsskiftet 2007/08, i en ålder av 16 år, 8 månader - följaktligen tre år "för tidigt" och blev den yngste svenske spelaren någonsin att debutera i ett JVM . Det är intressant då hans far Gunnar Svensson är den yngste Elitserietränaren någonsin, hittills. Pääjärvi levde direkt upp till de högt ställda förväntningarna genom att göra mål i sin första JVM-match, mot Danmark. Turneringen slutade med silver för Sveriges del och Pääjärvi fick mer istid för varje match som gick.
Första elitseriemålet kom den 16 februari 2008, matchavgörande 1-0 mot HV71, på pass från radarpartnern Anton Lander. Totalt fanns Pääjärvi ombytt till 35 elitseriematcher men producerade även poäng för Timrås J20-lag (22 poäng på 18 matcher).
Säsongen därpå, 2008/09, var Pääjärvi bara ombytt för en enda match med Timrås J20-lag. Övriga tiden tillbringade han som ordinarie i Timrås A-trupp och producerade som 17-åring 17 poäng (7 mål, 10 assists) på 50 matcher. Pääjärvi var också en av de poängbästa svenskarna i J20-VM, med 7 poäng på 6 matcher. Det blev ännu en gång silver för Sveriges del.
Pääjärvi sågs som en av de vassaste offensiva talangerna inför NHL-draften 2009 och valdes också som nummer tio i första rundan av Edmonton Oilers. Säsongen efter NHL-draften, 2009/10, gjorde han 29 poäng (12 mål, 17 assists) på 49 matcher och var med den noteringen elitseriens målfarligaste junior.
I sitt tredje J20-VM, 2009/10, producerade Pääjärvi 10 poäng (3 mål, 7 assists) på 6 matcher och ledde Sverige till brons. Landslagsdebuten i Tre Kronor ägde rum 14 april 2010, mot Schweiz - en match han bidrog till att avgöra genom att i straffläggningen sätta en "Foppa"-straff - varefter Pääjärvi även fick spela förberedelseturneringen LG Hockey Games och även blev uttagen i "stora" VM 2010.
VM i Tyskland kom att bli Pääjärvis stora internationella genombrott. I VM-debuten mot Norge bildade han radarpar med Mattias Weinhandl och noterade 1 mål och 2 assists; han gick sedan vidare till att bli svensk poängkung i turneringen med 9 poäng (5 mål, 4 assists) på 9 matcher, som gav honom en tredjeplats i turneringens poängliga. Han vann också VM:s plusminusliga och blev som enda svensk och junior uttagen i turneringens All Star Team.

## Privatliv
Magnus Pääjärvi är yngre bror till hockeyspelaren Björn Svensson och son till hockeyagenten och före detta ishockeytränaren Gunnar Svensson och Ingrid Maria Svensson Pääjärvi.

## Klubbar
- Malmö Redhawks
- Timrå IK
- Edmonton Oilers
- St Louis Blues
- Ottawa Senators

## Meriter
- Deltagande i TV-pucken med Skåne 2005, 2006, 2007
- Deltagande i tre raka J20-VM med Sveriges herrjuniorlandslag i ishockey 2008-2010 med två silvermedaljer och ett brons som resultat.
- Vann Ivan Hlinkas minnesturnering 2007 med U18 landslaget.
- Poängvinnare i Ivan Hlinkas minnesturnering 2007
- VM-brons 2010. Uttagen till turneringens all star team.
- VM-silver 2011.

## Läs mera
- ”Nyhetsarkiv för Magnus Pääjärvi”. hockeysverige.se. http://www.hockeysverige.se/tag/magnus-paajarvi/.